# K-Theorie von Banachalgebren
Die K-Theorie von Banachalgebren ist ein Konzept aus dem mathematischen Gebiet der Funktionalanalysis. Sie liefert Invarianten für Banachalgebren, das sind in der Funktionalanalysis untersuchte Algebren, die einige bekannte Funktionenräume und Operatorenalgebren wie zum Beispiel Räume stetiger oder integrierbarer Funktionen oder Algebren stetiger linearer Operatoren auf Banachräumen anhand wesentlicher gemeinsamer Eigenschaften verallgemeinern.
Sie verallgemeinert die topologische K-Theorie, die sich mit dem Studium von Vektorbündeln auf topologischen Räumen befasst, auf allgemeine Banachalgebren, wobei die C*-Algebren eine wichtige Rolle spielen. Die topologische K-Theorie kompakter Räume {\displaystyle X} kann als K-Theorie der Banachalgebren {\displaystyle C(X)} der stetigen Funktionen {\displaystyle X\rightarrow \mathbb {C} } umformuliert und dann auf beliebige Banachalgebren übertragen werden, sogar auf das Einselement der Algebren kann man verzichten. Da die Zuordnung {\displaystyle X\mapsto C(X)} ein kontravarianter Funktor von der Kategorie der kompakten Hausdorffräume in die Kategorie der Banachalgebren ist und da die topologische K-Theorie ebenfalls kontravariant ist, erhalten wir insgesamt einen kovarianten Funktor von der Kategorie der Banachalgebren in die Kategorie der abelschen Gruppen.
Da hier auch nicht-kommutative Algebren auftreten können, spricht man von nicht-kommutativer Topologie. Die K-Theorie ist ein wichtiger Untersuchungsgegenstand in der Theorie der C*-Algebren.
Im Folgenden sei {\displaystyle A} eine {\displaystyle \mathbb {C} }-Banachalgebra, {\displaystyle A^{+}} gehe aus {\displaystyle A} durch Adjunktion eines Einselementes hervor.

## K0von Banachalgebren
Die Vektorbündel der topologischen K-Theorie entsprechen auf der algebraischen Seite den endlich erzeugten, projektiven Moduln und diese sind direkte Summanden in freien Moduln {\displaystyle A^{n}}, können also durch Idempotente {\displaystyle p\in M_{n}(A)} einer hinreichend großen Matrix-Algebra über {\displaystyle A} beschrieben werden. Für die Idempotenten gibt es verschiedene, geeignete Äquivalenzbegriffe, die alle zusammenfallen, wenn man in den induktiven Limes {\displaystyle M_{\infty }(A)=\mathrm {ind} _{n\to \infty }M_{n}(A)} geht, wobei äquivalente Idempotente zu stabil-isomorphen, projektiven Moduln gehören. Eine mögliche Definition ist, dass zwei Idempotente {\displaystyle p} und {\displaystyle q} äquivalent heißen, wenn es ein {\displaystyle n\in \mathbb {N} } gibt, so dass {\displaystyle p,q\in M_{n}(A)} und Elemente {\displaystyle x,y\in M_{n}(A)} mit {\displaystyle p=xy,q=yx} existieren. Die Äquivalenzklasse von {\displaystyle p} werde mit {\displaystyle [p]} bezeichnet. Hat man zwei Idempotente {\displaystyle p} und {\displaystyle q}, so kann man etwa {\displaystyle q} durch eine äquivalente Idempotente {\displaystyle q'} ersetzen, so dass {\displaystyle pq'=0}, dann ist {\displaystyle p+q'} wieder eine Idempotente. Setzt man {\displaystyle [p]+[q]:=[p+q']}, so ist dadurch eine wohldefinierte Halbgruppenverknüpfung auf der Menge {\displaystyle V(A)} der Äquivalenzklassen von Idempotenten aus {\displaystyle M_{\infty }(A)} gegeben.
Hiervon könnte man wieder die zugehörige Grothendieck-Gruppe bilden, aber zur Definition der Gruppe {\displaystyle K_{0}(A)} nimmt man eine kleine technische Veränderung vor, um auch Algebren ohne Einselement, etwa Ideale in Banachalgebren, adäquat behandeln zu können. Man definiert {\displaystyle K_{0}(A)} als Untergruppe der Grothendieck-Gruppe von {\displaystyle V(A^{+})}, und zwar als Menge aller Differenzen {\displaystyle [p]-[q]}, wobei {\displaystyle p,q\in M_{\infty }(A^{+})} idempotent sind, so dass {\displaystyle p-q\in M_{\infty }(A)}.
Ist {\displaystyle J\subset A} ein zweiseitiges, abgeschlossenes Ideal, so erhält man aus der kurzen, exakten Sequenz
{\displaystyle 0\rightarrow J\rightarrow A\rightarrow A/J\rightarrow 0}
eine exakte Sequenz
{\displaystyle K_{0}(J)\rightarrow K_{0}(A)\rightarrow K_{0}(A/J)},
die sich im Allgemeinen weder nach links noch nach rechts exakt mit 0 fortsetzen lässt.
Die Definition ist so angelegt, dass {\displaystyle K_{0}(C(X))=K^{0}(X)} für kompakte Räume {\displaystyle X} gilt (Satz von Serre und Swan). Im Falle von C*-Algebren kann man bei obiger Konstruktion die Idempotenten durch Orthogonalprojektionen, das heißt durch selbstadjungierte Idempotente, ersetzen und erhält dasselbe Ergebnis, da jede Idempotente zu einer Projektion äquivalent ist. Als wichtige Anwendung lassen sich mittels K0 die AF-C*-Algebren klassifizieren.

## K1von Banachalgebren
Zur Definition von {\displaystyle K_{1}(A)} definieren wir {\displaystyle GL_{n}(A)} als Menge aller invertierbaren Matrizen aus {\displaystyle M_{n}(A^{+})}, deren Bild in der Quotientenalgebra {\displaystyle M_{n}(A^{+})/M_{n}(A)\cong M_{n}(\mathbb {C} )} gleich der Einheitsmatrix ist. Mittels
{\displaystyle GL_{n}(A)\ni x\mapsto {\begin{pmatrix}x&0\\0&1\end{pmatrix}}\in GL_{n+1}(A)}
fassen wir {\displaystyle GL_{n}(A)} als Untergruppe von {\displaystyle GL_{n+1}(A)} auf und versehen den so entstehenden induktiven Limes {\displaystyle GL_{\infty }(A):=\mathrm {ind} _{n\to \infty }GL_{n}(A)} mit der finalen Topologie. Die Zusammenhangskomponente {\displaystyle GL_{\infty }(A)_{0}} des Einselements ist ein Normalteiler und man definiert
{\displaystyle K_{1}(A):=GL_{\infty }(A)/GL_{\infty }(A)_{0}=\mathrm {ind} _{n\to \infty }GL_{n}(A)/GL_{n}(A)_{0}}.
Trotz der Nicht-Kommutativität der Matrizenalgebren erweist sich die so definierte Gruppe {\displaystyle K_{1}(A)} als kommutativ. Während in der algebraischen K-Theorie zur Definition der K1-Gruppe die Kommutatorgruppe herausdividiert wird (siehe Abelisierung), verwendet man in der topologischen K-Theorie für Banachalgebren die Zusammenhangskomponente des Einselements. Im Falle von C*-Algebren kann man in obiger Konstruktion die invertierbaren Elemente durch unitäre Elemente ersetzen und erhält dasselbe Ergebnis.
Ist {\displaystyle J\subset A} ein zweiseitiges, abgeschlossenes Ideal, so erhält man aus der kurzen, exakten Sequenz
{\displaystyle 0\rightarrow J\rightarrow A\rightarrow A/J\rightarrow 0}
eine exakte Sequenz
{\displaystyle K_{1}(J)\rightarrow K_{1}(A)\rightarrow K_{1}(A/J)},
die sich im Allgemeinen weder nach links noch nach rechts exakt mit 0 fortsetzen lässt.
Wieder ist die Definition so angelegt, dass {\displaystyle K_{1}(C(X))=K^{1}(X)} für kompakte Räume {\displaystyle X} gilt. Bezeichnet man mit {\displaystyle SA} die Banachalgebra aller stetigen Funktionen {\displaystyle \mathbb {R} \rightarrow A}, die im Unendlichen verschwinden, versehen mit der Supremumsnorm, so kann man {\displaystyle K_{1}(A)\cong K_{0}(SA)} zeigen. Man nennt {\displaystyle SA} die Suspension von {\displaystyle A}; es handelt sich um die Banachachalgebrenversion der Suspension bzw. reduzierten Einhängung topologischer Räume. Mittels Iteration der Suspension könnte man höhere K-Gruppen definieren, etwa {\displaystyle K_{n}(A):=K(S^{n}A)}, aber wegen der auch hier gültigen Bott-Periodizität ist das nicht erforderlich.

## Zyklische Sequenz
Wie in der topologischen K-Theorie kann man eine Index-Abbildung und einen Bott-Isomorphismus konstruieren, so dass sich obige exakte Sequenzen zu folgender zyklischen exakten Sequenz zusammenfügen:
Diese Sequenz ist sehr nützlich bei der Berechnung von K-Gruppen. Sind einige Gruppen der Sequenz bekannt, so lässt dies wegen der Exaktheit Rückschlüsse auf die noch unbekannten zu.

## Weitere Eigenschaften

### Funktorialität
Es sei {\displaystyle \varphi :A\rightarrow B} ein stetiger Homomorphismus zwischen Banachalgebren. Dieser definiert Homomorphismen {\displaystyle \varphi _{n}:M_{n}(A)\rightarrow M_{n}(B)}, die mit obigen Konstruktionen der K-Gruppen verträglich sind und so zu Gruppenhomomorphismen {\displaystyle K_{0}(\varphi ):K_{0}(A)\rightarrow K_{0}(B)} und {\displaystyle K_{1}(\varphi ):K_{1}(A)\rightarrow K_{1}(B)} führen. Dadurch werden {\displaystyle K_{0}} und {\displaystyle K_{1}} zu kovarianten Funktoren zwischen der Kategorie der Banachalgebren und der Kategorie der abelschen Gruppen.

### Homotopieinvarianz
Zwei stetige Homomorphismen {\displaystyle \varphi ,\psi :A\rightarrow B} zwischen Banachalgebren heißen homotop, wenn es eine Familie {\displaystyle (\varphi _{t})_{t\in [0,1]}} von Homomorphismen gibt, so dass {\displaystyle t\mapsto \varphi _{t}(a)} für jedes {\displaystyle a\in A} stetig ist und {\displaystyle \varphi _{0}=\varphi ,\varphi _{1}=\psi } gilt. Homotope Homomorphismen induzieren dieselben Gruppenhomomorphismen zwischen den K-Gruppen.

### Stabilität
Ist {\displaystyle A} eine Banachalgebra, so gilt {\displaystyle K_{i}(M_{n}(A))\cong K_{i}(A)} für {\displaystyle i=0,1} und alle {\displaystyle n\in \mathbb {N} }. Ist {\displaystyle A=\mathrm {ind} _{j\in J}A_{j}} ein induktiver Limes in der Kategorie der Banachalgebren, so gilt
{\displaystyle K_{i}(\mathrm {ind} _{j\in J}A_{j})\cong \mathrm {ind} _{j\in J}K_{i}(A_{j}),\quad i=0,1}.
Die Verträglichkeit mit der Bildung des induktiven Limes ergibt sich direkt aus den Konstruktionen der K-Gruppen mittels induktiver Limiten.
Speziell für C*-Algebren ist {\displaystyle M_{n}(A)\cong M_{n}(\mathbb {C} )\otimes A} und der induktive Limes der {\displaystyle M_{n}(A)} in der Kategorie der C*-Algreben ist isomorph zum Tensorprodukt {\displaystyle A\otimes K}, wobei {\displaystyle K} die C*-Algebra der kompakten Operatoren über einem separablen Hilbertraum ist. Damit gilt {\displaystyle K_{i}(A\otimes K)\cong K_{i}(A)} für {\displaystyle i=0,1}.